# Rio Cautín
O rio Cautín é um curso de água natural que nasce na encosta sul do vulcão Lonquimay, em um anfiteatro que forma a Cordilheira de las Raices, desaguando na região de Araucanía. É o afluente mais importante do Rio Imperial em termos de vazão, e até sua união com ele tem uma extensão de 174 km.

## Bibliografía
- Hans Niemeyer. Hoyas hidrográficas de Chile, Novena Región (PDF). Santiago de Chile: Ministério de Obras Públicas do Chile, Direção Geral de Águas. Cópia arquivada (PDF) em 11 de novembro de 2014
- Dirección General de Aguas (2004). «Diagnóstico y clasificación de los cursos y cuerpos de agua según objetivos de calidad. Cuenca del río Imperial» (PDF). Santiago de Chile: Ministério de Obras Públicas do Chile. Cópia arquivada (PDF) em 12 de abril de 2021